# Миколаївка (Соледарська міська громада)
Микола́ївка — село Соледарської міської громади Бахмутського району Донецької області в Україні.

## Населення
За даними перепису 2001 року населення села становило 43 особи, з них 69,77% зазначили рідною українську мову, а 30,23% — російську.